# 富海パーキングエリア
富海パーキングエリア（とのみパーキングエリア）は、山口県防府市富海の山陽自動車道上にあるパーキングエリアである。

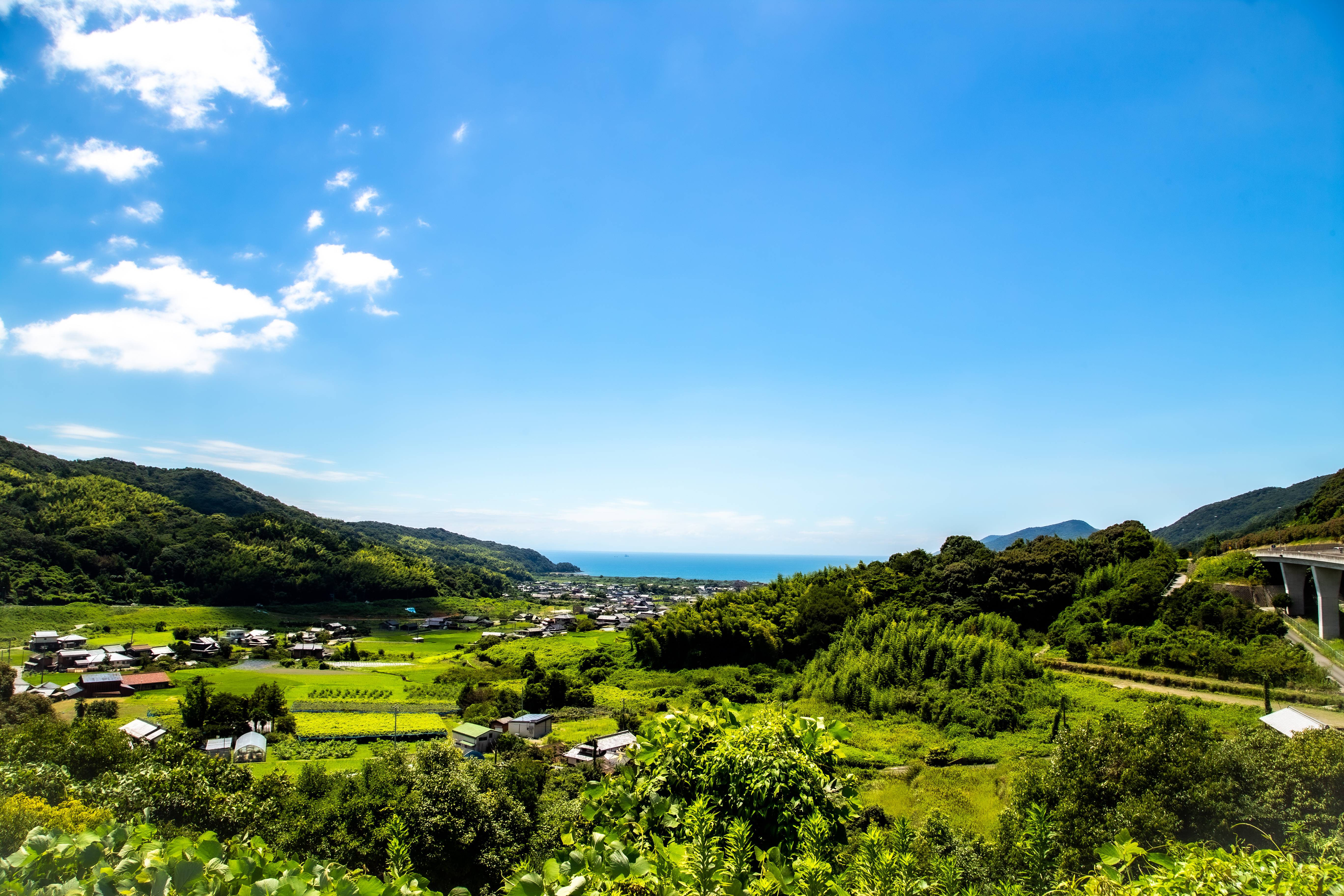
富海パーキングエリアから周防灘を望む

2004年（平成16年）4月23日14:00に開設された。この区間の道路は以前から供用されており、PAだけが増設されたものである。上下線（特に下り線）ともに天気がよければ大分県の国東半島を望むことができる。

## 道路
- E2 山陽自動車道

## 施設

### 上り線（広島方面）
- 駐車場
  - 大型37台
  - 小型40台
- トイレ
  - 男性 大2（和式0・洋式2）・小5
  - 女性 7（和式1・洋式6）
  - 車椅子用 1
- 自動販売機

### 下り線（北九州方面）
- 駐車場
  - 大型37台
  - 小型40台
- トイレ
  - 男性 大2（和式0・洋式2）・小5
  - 女性 7（和式1・洋式6）
  - 車椅子用 1
- 自動販売機

## 隣
E2 山陽自動車道
(38)徳山西IC - 富海PA - (39)防府東IC